# Ptolemais (Cirenaica)

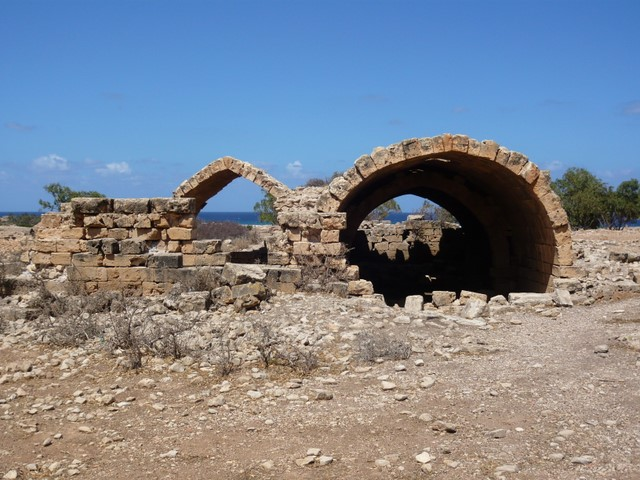
A cisterna bizantina

Ptolemais ou Ptolemaida foi uma das antigas capitais da província romana de Cirenaica. Ela foi provavelmente batizada em homenagem a Ptolemeu III Evérgeta. Seu nome latino durante o período romano era Tolmeta, do qual o nome da cidade líbia atual Tolmeita (em árabe: طلميثة) deriva.

## História
A cidade foi provavelmente fundada no século VI ou VII a.C. por imigrantes de Barca. Logo ela se tornou uma das cidades fundadoras da federação das cidades-estado da Pentápole. Em 331 a.C., a união foi dissolvida após todas as suas cidades terem se rendido a Alexandre, o Grande. Após a sua morte, a área se tornou parte do Egito ptolemaico. No início do século I d.C., a região foi conquistada pelo Império Romano e se tornou uma província em separado.
A Tolmeta romana não tinha nenhuma fonte de água local e, por isso, os arquitetos romanos construíram um aqueduto que vinha das montanhas nas redondezas e depositava a água em dezoito enormes galerias sob o fórum, cada uma com mais de 4 metros de altura por 3 de largura. Estas galerias estão em perfeito estado de conservação e foram redescobertas durante a ocupação italiana. No decurso das operações militares contra os rebeldes, descobriu-se que eles as utilizavam como esconderijo. Entre duzentas e trezentas pessoas podiam facilmente se esconder nas galerias subterrâneas.

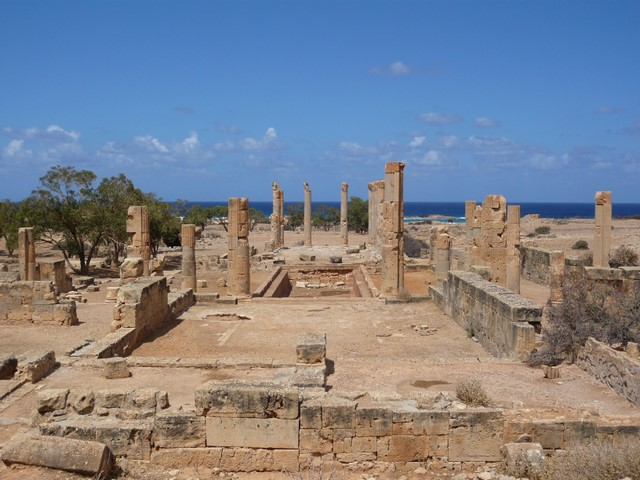
A "Villa das Colunas"

Em 365, um enorme terremoto atingiu a região e destruiu as cinco maiores cidades da da região (Cirene, com seu porto, Apolônia, Arsínoe, Berenice, Balagras e Barca). Ptolemais sobreviveu à tragédia relativamente bem e foi para lá que a maior parte das autoridades se mudou. Ela serviu como capital da Cirenaica até pelo menos 428 d.C., quando foi destruída pelos vândalos. Durante o reino de Justiniano I, a cidade foi reconstruída, mas jamais recuperou sua antiga glória, sendo novamente destruída pelos árabes no século VII d.C.
Enterrada nas areias do deserto, as ruínas da cidade permaneceram muito bem preservadas. A oeste da cidade está um conspícuo mausoléu em forma de torre. Além disso, há também um teatro grego recortado nos montes atrás da cidade. Ela é provavelmente a única capital provincial bem preservada no mundo. Em 2001, a missão arqueológica da Universidade de Varsóvia iniciou novas escavações na região. Acredita-se que a área da cidade cubra mais de 2,5 quilômetros quadrados, excluindo-se as muralhas e a enorme necrópole adjacente.